# Elfrida Andrée
Elfrida Andrée (1841-1929) fou un organista, compositora i directora d'orquestra sueca. Destacada activista del moviment feminista de Suècia, va ser una de les primeres dones organistes dels països escandinaus.

## Biografia
Nascuda el 19 de febrer de 1841 a Visby, Suècia, era la filla menor d'Andreas Andrée, polític progressita i apassionat de la música. La seva germana gran, Fredrika Stenhammar (1836-1880), va ser també una reconeguda cantant d'òpera.
Als 14 anys es traslladà a la capital, Estocolm, per continuar els estudis, ja que l'organista de la catedral de Visby havia comentat al seu pare que no tenia res més a ensenyar-li. Però “la Reial Acadèmia de Música no permetia al sexe dèbil assistir a clases d'orgue o treballar d'organistes a l'esglèsia”. D'aquesta manera, Andrée hagué de preparar-se els cursos pel seu compte; obtingué el 1857 el diploma per a convertir-se en organista professional, la primera de Suècia. Al principi, però, no va poder ocupar cap càrrec, ja que per prohibició expressa del clergat, les dones no podien tocar a l'església, al·legant que seria “indecorós i pertorbador” i citant un passatge de sant Pau en què estableix que “les dones han d'estar callades dins el temple”.
Tot això dona una idea de les dificultats a què s'enfrontava qualsevol dona que sortís de la vida domèstica a mitjan segle xix per ocupar espais fins aleshores totalment masculinitzats. Andrée, amb el suport del seu pare, lluità per aconseguir millores legislatives, i aconseguí primer un canvi de llei que permetia a les dones exercir com a organistes (1861)* i més endavant obrí el camp professional d'operadores de telèfon a les dones (1863), i va ser ella mateixa la primera dona telegrafista de Suècia. El 1867 obtingué el càrrec d'organista de la catedral de Goteborg, que mantindria fins a la mort, el 1929, a Gotemburg.

## Composició
El 1860 va començar a estudiar composició. Va fer classes amb Ludvig Norman (1831-1885) i més endavant (1870) a Copenhague amb Niels Gade (1817-1890), tot i que una part important de la seva formació com a compositora va ser autodidacta. Va compondre al voltant de 100 obres, amb gran varietat de formes entre les quals es troben simfonies, nombrosa música de cambra, misses corals, peces per a piano i orgue, cantates i cançons. També va ser la primera dona sueca a dirigir una orquestra simfònica, per exemple l'estrena de la seva Obertura en Re Major (1873) a Berlín el 1888.
Com a compositora també hagué d'enfrontar-se al masclisme imperant en el món musical i en la societat en general. A l'estrena de la seva primera simfonia, a Estocolm, els integrants, tots homes, de l'orquestra, s'indignaren per haver d'interpretar una simfonia composta per una dona i van boicotejar el concert, entrant i mantenint-se tota la secció de primers violins un temps per darrere de l'orquestra. Això provocà que la crítica ressenyés l'obra com “un renou caòtic”.
Juntament amb Selma Lagerlöf, escritora i amiga seva, va escriure l'òpera Fritiof Saga (1898), que va ser presentada a un concurs per ser estrenada a l'òpera d'Estocolm. Tot i no tenir èxit, va servir per a extreure dues suites orquestrals que es compten entre el treball més conegut d'Andrée.
Andrée va mostrar interés cap a la música francesa del seu temps, especialment compositors com Vincent d'Indy (1851-1931) i César Franck (1822-1890, compositor i també organista), cosa que quedà reflectida en part de la seva obra.

## Reconeixement
Quan Andrée va morir, a l'edat de 87 anys, la seva obra estava bastant oblidada. Han hagut de passar algunes dècades fins que, en la dècada de 1980, músics moderns, sobretot de Suècia, han revisitat la seva música. Tot i així, la programació de les seves obres és encara escassa en les orquestres. Els manuscrits de la seva obra es conserven al Statens Musikbibliothek d'Estocolm.
Tot i les traves descrites en la seva carrera, Andrée va gaudir d'una certa fama i reconeixement al llarg de la seva vida. Entre els reconeixements que s'han fet a la seva música, en vida i de manera pòstuma, està haver entrat a formar part de la Reial Acadèmia Sueca d'Arts el 1879, guanyar el premi Litteris et Artibus el 1895 i la beca de la Women's Academy el 1905. També es va interpretar una de les seves simfonies en la cerimònia dels premis Nobel del 2004.